# Комашиці (Куявсько-Поморське воєводство)
Комашиці (пол. Komaszyce, нім. Kunzen) — село в Польщі, у гміні Іновроцлав Іновроцлавського повіту Куявсько-Поморського воєводства.
Населення — 368 осіб (2011).
У 1975-1998 роках село належало до Бидгощського воєводства.

## Демографія
Демографічна структура станом на 31 березня 2011 року:
|          | Загалом | Допрацездатний вік | Працездатний вік | Постпрацездатний вік |
| -------- | ------- | ------------------ | ---------------- | -------------------- |
| Чоловіки | 193     | 54                 | 131              | 8                    |
| Жінки    | 175     | 44                 | 104              | 27                   |
| Разом    | 368     | 98                 | 235              | 35                   |